# Flandern-Rundfahrt 2020
Die Flandern-Rundfahrt 2020 war die 104. Austragung der Flandern-Rundfahrt, eines eintägigen Straßenradrennens. Die durch die COVID-19-Pandemie verursachten Begleitumstände sowie der Rennverlauf verschafften ihr einen speziellen Platz in der über 100-jährigen Geschichte des Rennens.
Sieger war Mathieu van der Poel vor Wout van Aert und Alexander Kristoff. Am gleichen Tag fand auch die Flandern-Rundfahrt der Frauen statt, mit siegreichem Ausgang für Chantal van den Broek-Blaak vor Amy Pieters und Lotte Kopecky.

## Vorgeschichte
Das Rennen sollte zunächst wie üblich am ersten Aprilsonntag, dem 5. April 2020, stattfinden. Mitte März wurde Belgien, wie ganz Europa, von der ersten Welle der Corona-Pandemie getroffen, die das öffentliche Leben im Land weitgehend lahmlegte. Die Flandern-Rundfahrt wurde daher zum ersten Mal seit dem Ersten Weltkrieg vorläufig abgesagt. Am 5. April wurde stattdessen eine virtuelle Flandern-Rundfahrt veranstaltet, bei der 13 Fahrer jeweils von zu Hause aus am Simulator gegeneinander antraten. Diese wurde im belgischen Fernsehen sowie per Livestream im Internet übertragen und hatte allein in Belgien 600.000 Zuschauer, was einem Marktanteil von 56 Prozent entsprach; es gewann Greg Van Avermaet.
Im Mai gab der Radsport-Weltverband UCI einen neuen Kalender für die WorldTour bekannt. Die Flandern-Rundfahrt bekam einen Termin zum Saisonende hin und fand somit erstmals in ihrer Geschichte im Herbst statt.
Die Austragung am 18. Oktober fand vor dem Hintergrund einer zweiten Corona-Welle unter Ausschluss der Öffentlichkeit statt. Die Bevölkerung wurde aufgerufen, sich dem Rennen fernzuhalten und es zu Hause am Fernseher zu schauen, was auch weitgehend befolgt wurde.

## Männer
Die Streckenlänge betrug 241 Kilometer, etwas weniger als sonst, um den starken Belastungen der Fahrer in einem kondensierten Rennkalender Rechnung zu tragen. Dabei wurde die Mauer von Geraardsbergen ausgelassen, überhaupt vermied man die Zentren größerer Orte wie Oudenaarde, Brakel, Geraardsbergen oder Ronse. Auf die sonst übliche Präsentation der Fahrer auf dem Antwerpener Marktplatz wurde verzichtet.
Die Ausreißergruppe des Tages bestand aus Gijs Van Hoecke, Dimitri Peyskens, Fabio Van den Bossche, Gregor Mühlberger, Samuele Battistella und Danny van Poppel. Mühlberger brachte sich durch ein Missgeschick mit einem Verpflegungsbeutel selbst zu Fall, der Rest der Ausreißer wurde etwa 60 Kilometer vor dem Ziel bei der zweiten Passage des Oude Kwaremont eingeholt. Am Koppenberg verschärfte Julian Alaphilippe, der kurz zuvor Weltmeister geworden war, das Tempo und reduzierte das Feld auf etwa 20 Fahrer. Eine erneute Attacke Alaphilippes auf der Abfahrt des Stationsbergs bei Etikhove konnten nur noch der niederländische Meister Mathieu van der Poel und Vizeweltmeister Wout van Aert mitgehen. Damit befanden sich knapp 35 Kilometer vor dem Ziel die drei größten Favoriten zusammen in der Spitzengruppe.
Wenige Minuten später kollidierte Alaphilippe aus Unachtsamkeit mit einem Begleitmotorrad und schied mit Handfraktur aus. Das verbliebene Duo Van der Poel und Van Aert hatte in den vergangenen Jahren vor allem den Cyclocross dominiert, wo sie als ewige Rivalen bekannt waren. In dieser Situation arbeiteten sie freilich gut zusammen und gewannen bis zu eine Minute Vorsprung vor ihren Verfolgern.
Weder der Oude Kwaremont noch der Paterberg konnten eine Entscheidung herbeiführen, so dass es zum Sprint kommen musste. Ab der Flamme rouge fuhren die beiden sehr langsam hintereinander her und belauerten sich, während die Verfolger nach und nach näher kamen. An der 200-Meter-Marke eröffneten die beiden Führenden gleichzeitig den Sprint, den Van der Poel hauchdünn für sich gewann. Den Sprint des Verfolgerfelds gewann der Norweger Alexander Kristoff.
Wie schon in den Vorjahren wurde das Renngeschehen zu einer einstündigen Dokumentation verarbeitet, in der die Ereignisse aus Sicht vieler Beteiligter (Sportdirektoren, Offizielle, Journalisten, Ordnungshüter und andere) dargestellt sind. Diese Sendung wurde im belgischen Fernsehen am Vorabend der Flandern-Rundfahrt 2021 ausgestrahlt und auch im Internet veröffentlicht. Der dramatische Verlauf des Rennens diente als Aufhänger für ein Buch, das den Werdegang und die Rivalität zwischen Mathieu van der Poel und Wout van Aert beschreibt; es gewann den Nico-Scheepmaker-Preis als bestes Sportbuch des Jahres.

### Teilnehmende Mannschaften
| WorldTeams (19)- AG2R La Mondiale - Astana - Bahrain McLaren - Bora-Hansgrohe - CCC Team - Cofidis - Deceuninck-Quick Step - EF Pro Cycling - Groupama-FDJ - Israel Start-Up Nation - Lotto Soudal - Mitchelton-Scott - Movistar Team - NTT Pro Cycling - Ineos Grenadiers - Jumbo-Visma - Team Sunweb - Trek-Segafredo - UAE Team Emirates ProTeams (6)- Alpecin-Fenix - Bingoal-Wallonie Bruxelles - B&B Hotels-Vital Concept p/b KTM - Circus-Wanty Gobert - Total Direct Énergie - Sport Vlaanderen-Baloise |
| |

### Rennergebnisse
| \| Gesamtwertung \| Gesamtwertung \| Gesamtwertung \| Gesamtwertung \| Gesamtwertung \| \| Fahrer \| Fahrer \| Land \| Team \| Zeit \| \| ------------- \| -------------------- \| ------------- \| ---------------------- \| --------------- \| \| 1. \| Mathieu van der Poel \| Niederlande \| Alpecin-Fenix \| 5 h 43 min 22 s \| \| 2. \| Wout van Aert \| Belgien \| Jumbo-Visma \| + 0 s \| \| 3. \| Alexander Kristoff \| Norwegen \| UAE Team Emirates \| + 8 s \| \| 4. \| Anthony Turgis \| Frankreich \| Total Direct Énergie \| + 8 s \| \| 5. \| Yves Lampaert \| Belgien \| Deceuninck-Quick Step \| + 8 s \| \| 6. \| Dimitri Claeys \| Belgien \| Cofidis \| + 8 s \| \| 7. \| Oliver Naesen \| Belgien \| AG2R La Mondiale \| + 8 s \| \| 8. \| Dylan van Baarle \| Niederlande \| Ineos Grenadiers \| + 8 s \| \| 9. \| John Degenkolb \| Deutschland \| Lotto-Soudal \| + 8 s \| \| 10. \| Tiesj Benoot \| Belgien \| Team Sunweb \| + 8 s \| \| 11. \| Dylan Teuns \| Belgien \| Bahrain McLaren \| + 8 s \| \| 12. \| Florian Sénéchal \| Frankreich \| Deceuninck-Quick Step \| + 8 s \| \| 13. \| Kasper Asgreen \| Dänemark \| Deceuninck-Quick Step \| + 8 s \| \| 14. \| Valentin Madouas \| Frankreich \| Groupama-FDJ \| + 8 s \| \| 15. \| Xandro Meurisse \| Belgien \| Circus-Wanty Gobert \| + 8 s \| \| 16. \| Alberto Bettiol \| Italien \| EF Pro Cycling \| + 8 s \| \| 17. \| Sep Vanmarcke \| Belgien \| EF Pro Cycling \| + 16 s \| \| 18. \| Jasper De Buyst \| Belgien \| Lotto-Soudal \| + 2 min 41 s \| \| 19. \| Nils Politt \| Deutschland \| Israel Start-Up Nation \| + 2 min 41 s \| \| 20. \| Sven Erik Bystrøm \| Norwegen \| UAE Team Emirates \| + 2 min 41 s \| |                      |             |                        |                 |
| |                      |             |                        |                 |
| Quelle: ProCyclingStats |                      |             |                        |                 |
| Gesamtwertung |                      |             |                        |                 |
| Fahrer | Fahrer               | Land        | Team                   | Zeit            |
| 1. | Mathieu van der Poel | Niederlande | Alpecin-Fenix          | 5 h 43 min 22 s |
| 2. | Wout van Aert        | Belgien     | Jumbo-Visma            | + 0 s           |
| 3. | Alexander Kristoff   | Norwegen    | UAE Team Emirates      | + 8 s           |
| 4. | Anthony Turgis       | Frankreich  | Total Direct Énergie   | + 8 s           |
| 5. | Yves Lampaert        | Belgien     | Deceuninck-Quick Step  | + 8 s           |
| 6. | Dimitri Claeys       | Belgien     | Cofidis                | + 8 s           |
| 7. | Oliver Naesen        | Belgien     | AG2R La Mondiale       | + 8 s           |
| 8. | Dylan van Baarle     | Niederlande | Ineos Grenadiers       | + 8 s           |
| 9. | John Degenkolb       | Deutschland | Lotto-Soudal           | + 8 s           |
| 10. | Tiesj Benoot         | Belgien     | Team Sunweb            | + 8 s           |
| 11. | Dylan Teuns          | Belgien     | Bahrain McLaren        | + 8 s           |
| 12. | Florian Sénéchal     | Frankreich  | Deceuninck-Quick Step  | + 8 s           |
| 13. | Kasper Asgreen       | Dänemark    | Deceuninck-Quick Step  | + 8 s           |
| 14. | Valentin Madouas     | Frankreich  | Groupama-FDJ           | + 8 s           |
| 15. | Xandro Meurisse      | Belgien     | Circus-Wanty Gobert    | + 8 s           |
| 16. | Alberto Bettiol      | Italien     | EF Pro Cycling         | + 8 s           |
| 17. | Sep Vanmarcke        | Belgien     | EF Pro Cycling         | + 16 s          |
| 18. | Jasper De Buyst      | Belgien     | Lotto-Soudal           | + 2 min 41 s    |
| 19. | Nils Politt          | Deutschland | Israel Start-Up Nation | + 2 min 41 s    |
| 20. | Sven Erik Bystrøm    | Norwegen    | UAE Team Emirates      | + 2 min 41 s    |

## Frauen
Es handelte sich um die 17. Austragung des Frauen-Rennens. Start und Ziel des Rennens über 135,6 Kilometer waren in Oudenaarde. Der Wettbewerb gehörte zur UCI Women’s WorldTour 2020.

### Teilnehmende Mannschaften
| UCI Women's WorldTeams (7)- Canyon-SRAM Racing - CCC-Liv - FDJ-Nouvelle Aquitaine-Futuroscope - Mitchelton-Scott - Movistar Team - Sunweb Women - Trek-Segafredo UCI Women's Continental Teams (13)- Boels Dolmans - Ceratizit-WNT Pro Cycling - Ciclotel - Cogeas Mettler Look - Doltcini-Van Eyck Sport - Hitec Products - Lotto Soudal Ladies - Massi Tactic - Multum Accountants-LSK - Parkhotel Valkenburg-Destil - Rally - Tibco-Silicon Valley Bank - Valcar-Travel & Service |
| |

### Rennergebnis
| \| Gesamtwertung \| Gesamtwertung \| Gesamtwertung \| Gesamtwertung \| Gesamtwertung \| \| Fahrerin \| Fahrerin \| Land \| Team \| Zeit \| \| ------------- \| --------------------------- \| ------------------ \| ---------------------------------- \| --------------- \| \| 1. \| Chantal van den Broek-Blaak \| Niederlande \| Boels Dolmans \| 3 h 29 min 57 s \| \| 2. \| Amy Pieters \| Niederlande \| Boels Dolmans \| + 1 min 01 s \| \| 3. \| Lotte Kopecky \| Belgien \| Lotto Soudal Ladies \| + 1 min 01 s \| \| 4. \| Lisa Brennauer \| Deutschland \| Ceratizit-WNT Pro Cycling \| + 1 min 01 s \| \| 5. \| Sarah Roy \| Australien \| Mitchelton-Scott \| + 1 min 01 s \| \| 6. \| Alena Amjaljussik \| Belarus \| Canyon-SRAM Racing \| + 1 min 01 s \| \| 7. \| Demi Vollering \| Niederlande \| Parkhotel Valkenburg \| + 1 min 01 s \| \| 8. \| Elisa Longo Borghini \| Italien \| Trek-Segafredo \| + 1 min 01 s \| \| 9. \| Lauren Stephens \| Vereinigte Staaten \| Tibco-Silicon Valley Bank \| + 1 min 01 s \| \| 10. \| Marta Cavalli \| Italien \| Valcar-Travel & Service \| + 1 min 01 s \| \| 11. \| Anna van der Breggen \| Niederlande \| Boels Dolmans \| + 1 min 01 s \| \| 12. \| Floortje Mackaij \| Niederlande \| Sunweb \| + 1 min 01 s \| \| 13. \| Riejanne Markus \| Niederlande \| CCC-Liv \| + 1 min 01 s \| \| 14. \| Grace Brown \| Australien \| Mitchelton-Scott \| + 1 min 01 s \| \| 15. \| Annemiek van Vleuten \| Niederlande \| Mitchelton-Scott \| + 1 min 01 s \| \| 16. \| Cecilie Uttrup Ludwig \| Dänemark \| FDJ-Nouvelle Aquitaine-Futuroscope \| + 1 min 01 s \| \| 17. \| Ellen van Dijk \| Niederlande \| Trek-Segafredo \| + 4 min 15 s \| \| 18. \| Jolien D’hoore \| Belgien \| Boels Dolmans \| + 4 min 15 s \| \| 19. \| Aude Biannic \| Frankreich \| Movistar Team \| + 5 min 28 s \| \| 20. \| Amalie Dideriksen \| Dänemark \| Boels Dolmans \| + 5 min 58 s \| |                             |                    |                                    |                 |
| |                             |                    |                                    |                 |
| Quelle: ProCyclingStats |                             |                    |                                    |                 |
| Gesamtwertung |                             |                    |                                    |                 |
| Fahrerin | Fahrerin                    | Land               | Team                               | Zeit            |
| 1. | Chantal van den Broek-Blaak | Niederlande        | Boels Dolmans                      | 3 h 29 min 57 s |
| 2. | Amy Pieters                 | Niederlande        | Boels Dolmans                      | + 1 min 01 s    |
| 3. | Lotte Kopecky               | Belgien            | Lotto Soudal Ladies                | + 1 min 01 s    |
| 4. | Lisa Brennauer              | Deutschland        | Ceratizit-WNT Pro Cycling          | + 1 min 01 s    |
| 5. | Sarah Roy                   | Australien         | Mitchelton-Scott                   | + 1 min 01 s    |
| 6. | Alena Amjaljussik           | Belarus            | Canyon-SRAM Racing                 | + 1 min 01 s    |
| 7. | Demi Vollering              | Niederlande        | Parkhotel Valkenburg               | + 1 min 01 s    |
| 8. | Elisa Longo Borghini        | Italien            | Trek-Segafredo                     | + 1 min 01 s    |
| 9. | Lauren Stephens             | Vereinigte Staaten | Tibco-Silicon Valley Bank          | + 1 min 01 s    |
| 10. | Marta Cavalli               | Italien            | Valcar-Travel & Service            | + 1 min 01 s    |
| 11. | Anna van der Breggen        | Niederlande        | Boels Dolmans                      | + 1 min 01 s    |
| 12. | Floortje Mackaij            | Niederlande        | Sunweb                             | + 1 min 01 s    |
| 13. | Riejanne Markus             | Niederlande        | CCC-Liv                            | + 1 min 01 s    |
| 14. | Grace Brown                 | Australien         | Mitchelton-Scott                   | + 1 min 01 s    |
| 15. | Annemiek van Vleuten        | Niederlande        | Mitchelton-Scott                   | + 1 min 01 s    |
| 16. | Cecilie Uttrup Ludwig       | Dänemark           | FDJ-Nouvelle Aquitaine-Futuroscope | + 1 min 01 s    |
| 17. | Ellen van Dijk              | Niederlande        | Trek-Segafredo                     | + 4 min 15 s    |
| 18. | Jolien D’hoore              | Belgien            | Boels Dolmans                      | + 4 min 15 s    |
| 19. | Aude Biannic                | Frankreich         | Movistar Team                      | + 5 min 28 s    |
| 20. | Amalie Dideriksen           | Dänemark           | Boels Dolmans                      | + 5 min 58 s    |